# Antyklinorium środkowopolskie
Antyklinorium środkowopolskie, wał środkowopolski, antyklinorium śródpolskie – jednostka geologiczna w środkowej Polsce, rozciągające się z północnego zachodu na południowy wschód, od Pomorza (Świnoujście — Kołobrzeg) do Małopolski (Sandomierz — Góry Świętokrzyskie).
Antyklinorium środkowopolskie jest jedną z ważniejszych jednostek geologicznych w Polsce. Jej szerokość wynosi ok. 50 km, a długość ok. 1000 km.
Dzieli się na cztery części: wał pomorski, wał kujawski, wał kutnowski i mezozoiczne obrzeżenie Gór Świętokrzyskich.
Wg autorów Regionalizacji tektonicznej Polski jednostka ta nazywa się antyklinorium śródpolskie i dzieli się na trzy segmenty: segment pomorski, segment kujawski i segment szydłowiecki, natomiast wg Atlasu geologicznego Polski jest to wał środkowopolski.

## Położenie geologiczne
Od południowego zachodu graniczy z synklinorium szczecińsko-łódzko-miechowskim, a od północnego wschodu z synklinorium brzeżnym.

## Budowa geologiczna
Antyklinorium środkowopolskie jest wypiętrzeniem, na którym brak jest w zasadzie osadów górnokredowych, a najmłodszymi utworami są górnojurajskie. Poniżej zalegają osady jury środkowej i dolnej, triasu i permu. Jedynie na północy w synklinie Trzebiatowa występują osady górnokredowe.

## Położenie geograficzne
Geograficznie antyklinorium środkowopolskie stanowi głębokie podłoże środkowej części Niżu Polskiego i obrzeżenie Gór Świętokrzyskich.

## Nadkład
Nadkład synklinorium tworzą osady paleogenu, neogenu i czwartorzędu.